# 巻層雲
巻層雲（けんそううん）は雲の一種。白いベール状で、薄く陰影のない雲であり、空の広い範囲を覆うことが多い。薄雲（うすぐも）ともいう。

## 名称
基本雲形（十種雲形）の一つ。ラテン語学術名はcirrus（巻雲）とstratus（層雲）を合成したcirrostratus（シーロストラタス）で、略号はCs。

## 形状と出現環境

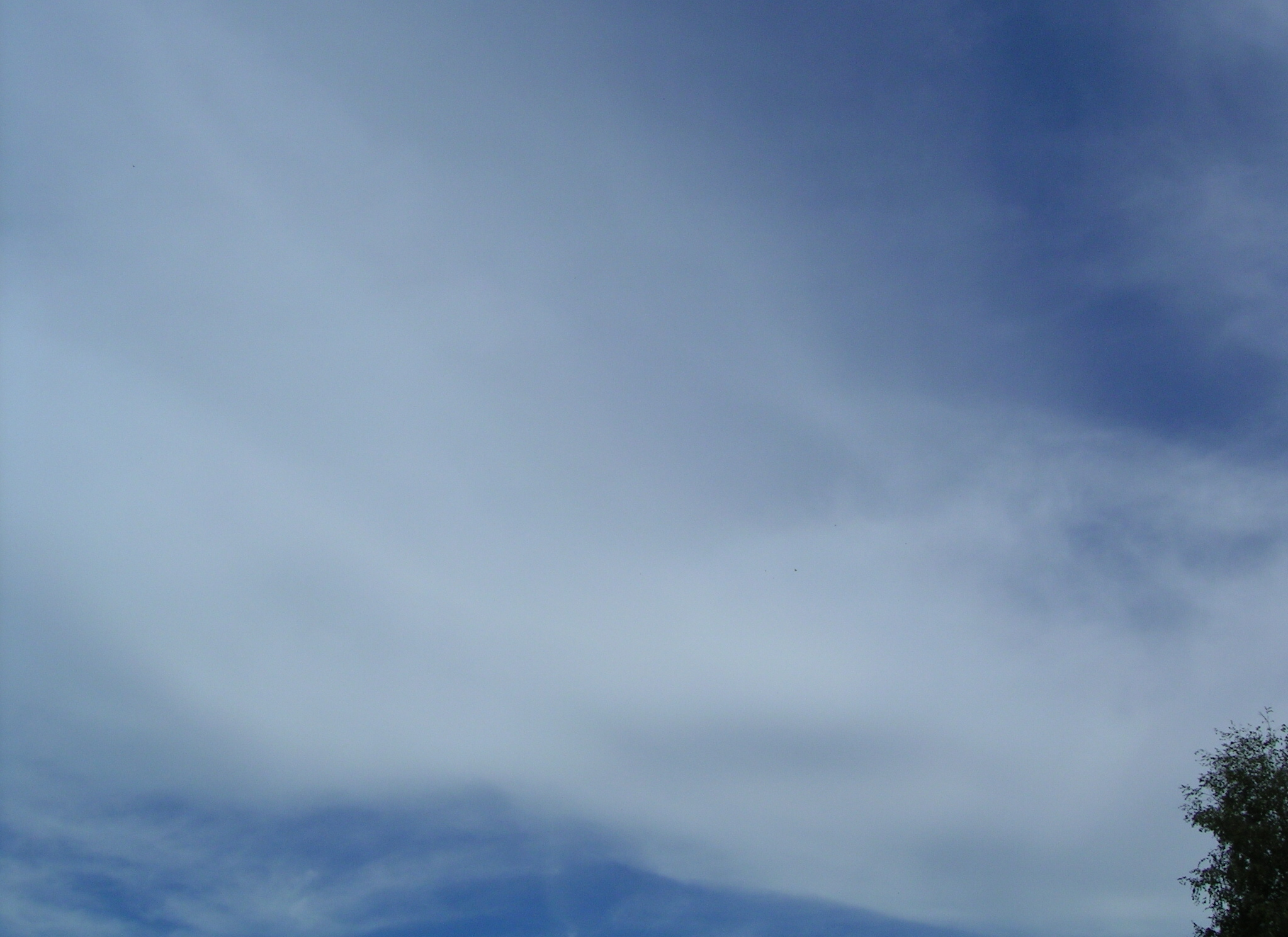
輪郭がぼやけた巻層雲

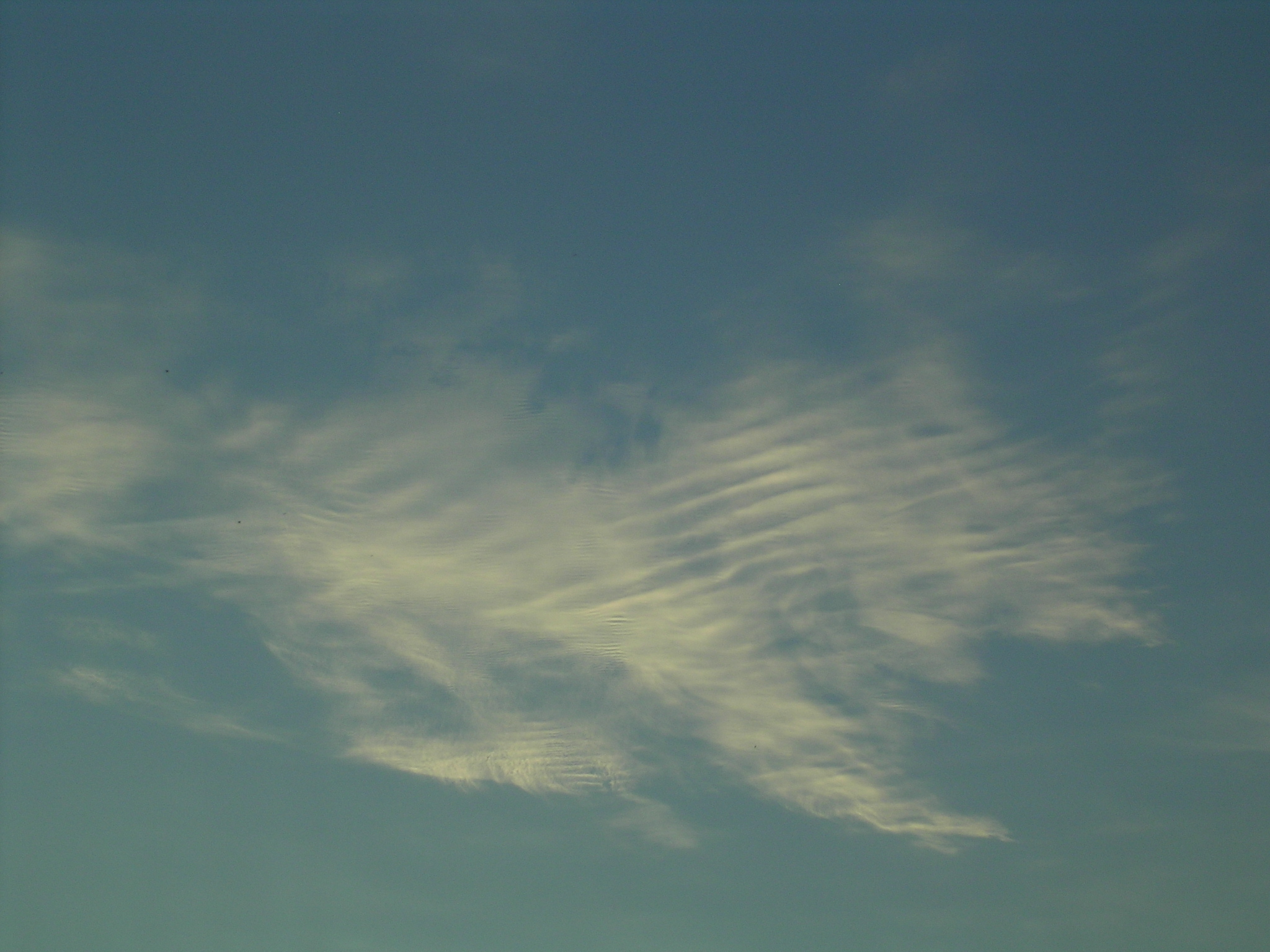
波状巻層雲

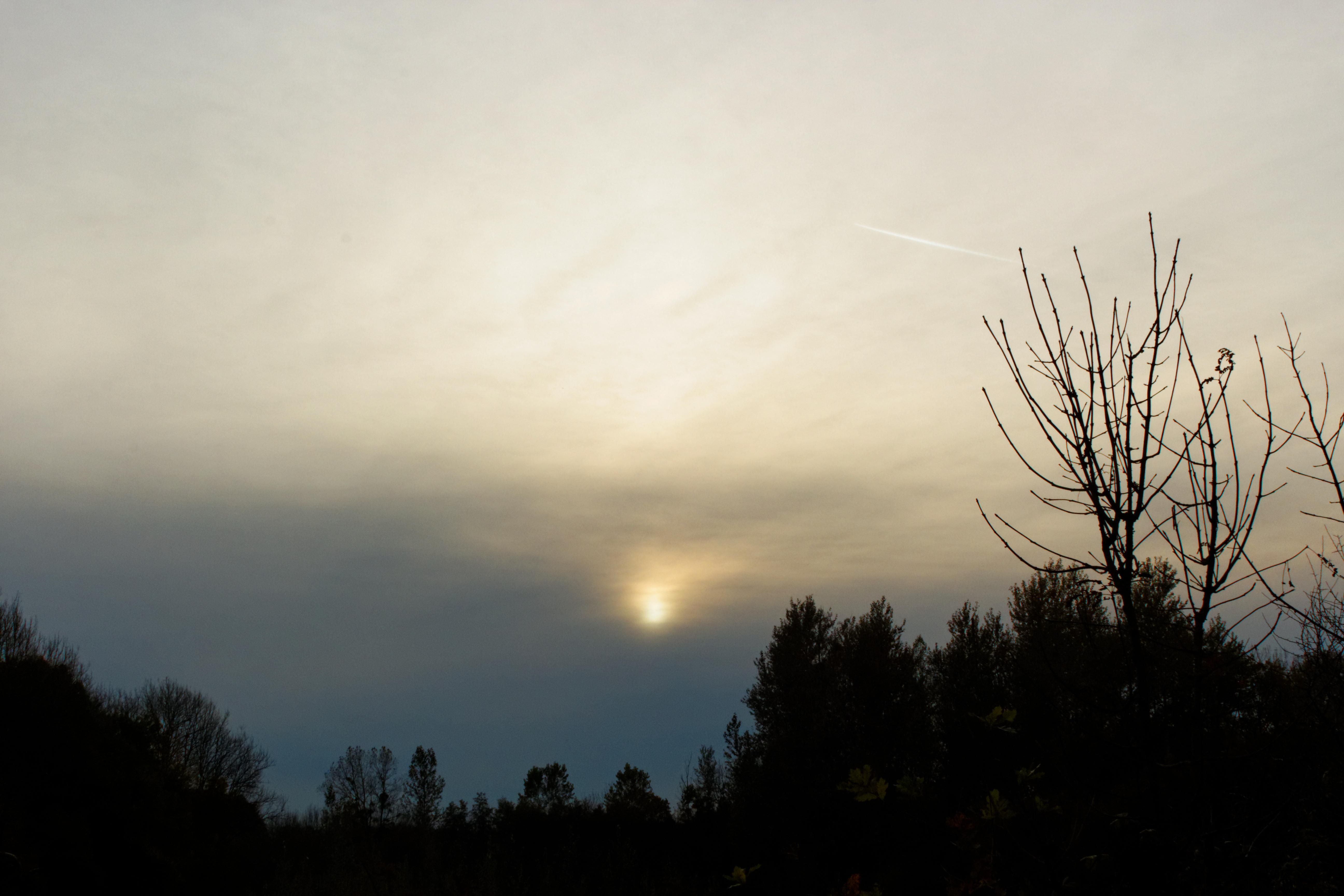
夕方の次第に濃くなる巻層雲

高度約5 - 13km（日本を含む中緯度地域の場合）に浮かび、雲を構成する粒は氷の結晶でできている。
高層雲と似るが、その違いは雲に陰影がないこと、非常に薄く太陽光を透過すること、太陽や月を取り巻く暈（かさ）などを発生させること（高層雲では暈を生じない）など。空のほとんどを覆っていても、昼間は地面に物体の影が見えるくらい明るい。
雲の縁がはっきりしていることもあるが、薄く縁がぼやけて空と連続するようなこともある。薄い時には空との見分けがつきにくく、夕焼けにむらのある色づきが巻層雲の反映として見えることもある。
形状によって、霧状雲または毛状雲に分類されることがある。前者ははっきりとした形がない一様なもの。後者はすじやもつれた毛糸のような形が現れたもので、隣に巻雲があるときによくみられる。
雲を構成する氷晶が六角柱状のとき大気光学現象がみられ、一様な雲では暈を、毛状雲では幻日を生じる。
上空の気流の影響で波紋状やさざなみ状の模様（波状雲）を作ることもある。波模様は太陽が低いときに見つけやすい。このほか、ふつう1層しか見えない巻層雲の層が、主に天気が悪化するときには2層異なる高度にあって重なって見える（二重雲）ことがある。
低気圧や温暖前線が近づくとき、巻雲の後に続いて現れ、次第に厚みを増して太陽光の透過が少なくなり、雲の高さも低くなって高層雲へと変わっていく。このような変化のある時は天気が崩れ雨が降る。
一方で、巻層雲だけが現れていてあまり変化しないときは、雨の心配は少ない。
飛行機雲が長く残った巻雲（飛行機由来巻雲）が、上空の強風を受けて拡大成長し、巻層雲になることがある（飛行機由来変異雲の巻層雲）。

## 派生する雲形
国際雲図帳2017年版の解説によると、巻層雲に現れることがある種・変種・副変種は以下の通り。
- 雲種 - 毛状雲、霧状雲
- 雲変種 - 二重雲、波状雲
- 雲副変種 - なし